# Судар возова у Одиши
Судар три воза догодио се 2. јуна 2023. у Одиши у Индији. Најмање 207 људи је погинуло, а више од 900 је повређено у инциденту, што га чини једном од најсмртоноснијих железничких катастрофа у историји.

## Несрећа
Два воза сударила су се 2. јуна 2023, након што је један искочио из шина у близини железничке станице Баханага Базар у округу округу Баласоре, у источној држави Одиша, при чему је најмање 207 људи погинуло, а више од 900 повређено. 
Путнички возови који су се сударили били су Коромандел експрес 12841, који саобраћа између станица Шалимари и Главне Ченајске станице, и  SMVT Бангалор–Хаора Суперфаст еспрес 12864, који повезује Бангалор и Хаора. 
Према првим извештајима, путнички воз Коромандел експреса се сударио са теретним возом, при чему је 10 од 12 вагона путничког воза искочило из шина и пало на суседни колосек. Убрзо на њих је налетео други путнички воз Бангалор–Хаора Суперфаст еспрес, што је довело до искакања из шина четири његова вагона.